# Dengang i Odense 1945-1950
Dengang i Odense 1945-1950 er en dansk dokumentarfilm fra 1997 med ukendt instruktør.

## Handling
En nostalgisk rejse tilbage til den nære fortid. Krigen er slut. Briterne ankommer, og tyskerne forlader Odense. Byen vender tilbage til hverdagen.